# Rimasco
Rimasco es una localidad y comune italiana de la provincia de Vercelli, región de Piamonte, con 154 habitantes.

## Evolución demográfica
| Gráfica de evolución demográfica de Rimasco entre 1861 y 2001 |
|                                                               |
| Fuente ISTAT - elaboración gráfica de Wikipedia               |